# Sabarros
Sabarros é uma comuna francesa na região administrativa de Occitânia, no departamento dos Altos Pirenéus. Estende-se por uma área de 3,67 km². Em 2010 a comuna tinha 34 habitantes (densidade: 9,3 hab./km²).